# Санкт-Иоганн-ин-Тироль
Санкт-Иоганн-ин-Тироль (нем. St. Johann in Tirol) — ярмарочная коммуна (нем. Marktgemeinde) в федеральной земле Тироль, Австрия.
Входит в состав округа Кицбюэль. Площадь коммуны составляет 59,16 км², население — 9663 человека (1 января 2021), плотность населения — 161 чел./км². Официальный код — 7 04 16.

## География

### Географическое положение
Санкт-Иоганн – красивый маленький городок (посёлок городского типа). Расположен в долине между горами Вильдер-Кайзер и Кицбюэлер-Хорн в центре округа Кицбюэль. Здесь, при слиянии трех рек – Кицбюэлер-Ахе, Рейтер-Ахе и Фибербруннер-Ахе – образуется одна большая река Гросс-Ахе.
Санкт-Иоганн находится на высоте 660 м над уровнем моря, в 65 км от Зальцбурга, в 100 км от Инсбрука и в 125 км от Мюнхена.

### Административное деление
Посёлок состоит из нескольких частей: Альмдорф, Апфельдорф, Бернштеттен, Берглехен, Фрикинг, Хинтеркайзер, Миттерндорф, Нидерхофен, Оберхофен, Райтхам, Реттенбах, Шеффау, Шпертен, Такса, Вайберндорф, Вайтау, Винкль-Шаттзайте, Винкль-Соннсайте.

### Соседние посёлки
Фибербрунн, Гойнг-ам-Вильден-Кайзер, Кирхдорф-ин-Тироль, Кицбюэль, Оберндорф-ин-Тироль, Санкт-Ульрих-ам-Риллерзее.

## История
Местность, в которой расположен Санкт-Иоганн, уже в IV веке до нашей эры была заселена кельтским племенем Амбизонтир, добывавшим в окрестных горах медную руду.
В VIII веке (вероятно до 738 года) на этом месте католические миссионеры построили церковь Святого Йоганна (нем. Sankt Johann), посвящённую Иоанну Крестителю. Отсюда произошло название посёлка – нем. St. Johann in Tirol (Ст. Иоганн-ин-Тироль). Первое документальное упоминание церкви – 1150 год. С 1446 года церковь становится летней резиденцией Кемзейских епископов.
В 1540 году было открыто месторождение меди и серебра на руднике Реробихль недалеко от Оберндорфа, которое принесло Санкт-Иоганну большие доходы. В XVII веке шахта достигала длины 780 м и была самой глубокой шахтой в мире.
В 1875 году в Санкт-Иоганне была построена железная дорога «Гизелабан». С этого момента здесь начинается экономический подъём и зарождается туризм.
В 1927 году Санкт-Иоганн отделился от Оберндорфа и стал самостоятельной административной единицей.
В 1954 году Санкт-Иоганн получил собственный герб, а двумя годами позже – статус поселения с рынком.

## Экономика

### Транспорт

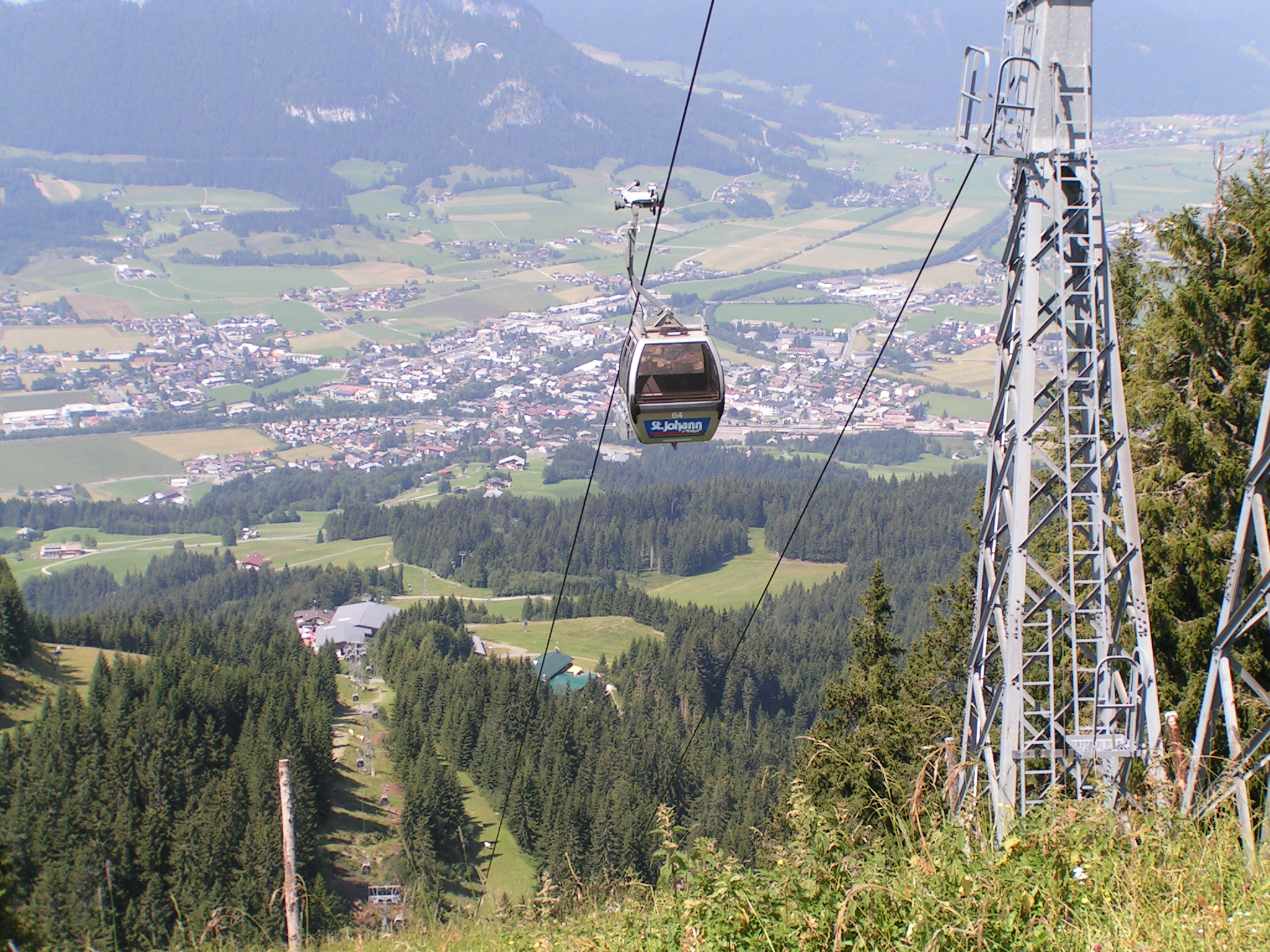
Вид Санкт-Йоганна с горы

В Санкт-Иоганне встречаются несколько магистралей - Б 178 «Лоферер Штрассе», Б 164 «Хохкёниг Штрассе», Б 176 «Кёссенер Штрассе» и Б 161 «Пасс-Турн-Штассе».
Через Санкт-Иоганн проходит европейский автомобильный маршрут E 641, соединяющий Вёргль с Зальцбургом.
Железная дорога ведёт из Санкт-Иоганна в Зальцбург, Иннсбрук и через Вёргл в Мюнхен.
В Санкт-Иоганне есть аэропорт, второй по величине в Тироле. Предназначен для лёгких самолётов и планеров. ВПП – 645 м.

### Экономическая структура
Туризм самая важная отрасль экономики в Санкт-Иоганне. Десятки тысяч туристов гостят здесь ежегодно. В городе есть гостиницы разных категорий, кэмпинг (место для ночёвки в походных условиях), рестораны, кафе, бары и дискотеки.
В последние годы сферы услуги, торговли и промышленности получили большое развитие. На сегодняшний день Санкт-Йоганн является центром торговли в районе.
В 1990-х годах центральная улица Шпекбахерштрассе была преобразована в пешеходную зону.
Самая большое промышленное предприятие в регионе — деревообрабатывающая фирма «Эггер», имеющая деловые связи с Россией.
Кроме того, большое значение в Санкт-Иоганне отводится сельскому хозяйству.

### Государственные учреждения
Районная больница, дом для постарелых, военная часть, районная лесная инспекция, полиция.

## Образование

### Школы

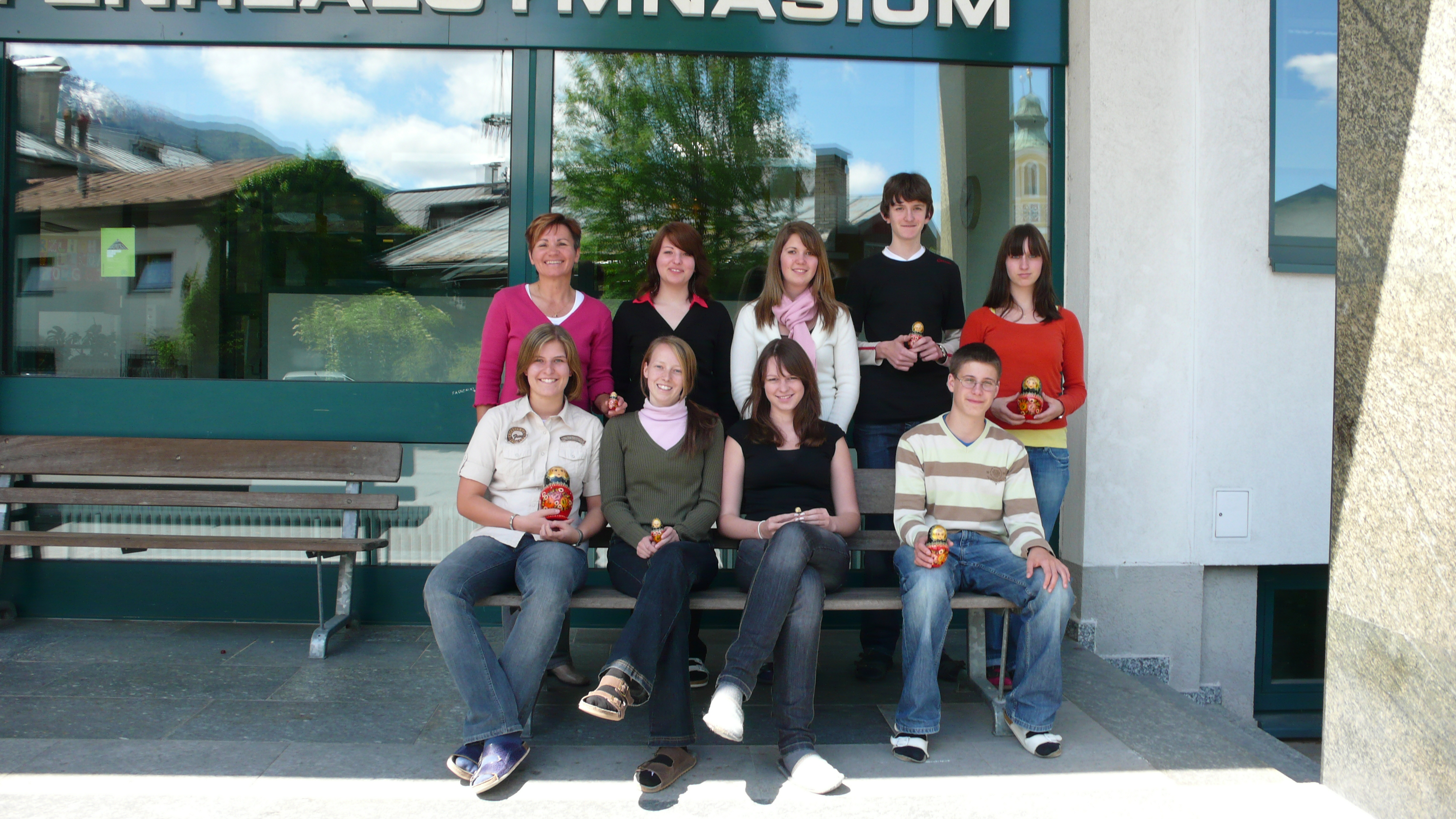
Группа русского языка в гимназии

- 2 начальных школы
- 2 средних школы
- гимназия
- высшая школа туризма
- техникум
- сельскохозяйственное училище
- спецпедагогический центр
- школа «Монтессори»
- 4 детских сада
- 2 яслей
- музыкальная школа

## Культура

### Достопримечательности
В центре Санкт-Иоганна маленький исторический музей, в котором расположена картинная галерея.
Рядом с музеем находится приходская церковь в стиле барокко.
Кроме этого есть ещё часовня святого Антония и церковь святого Николая в Вайтау.

### Спорт
- Бассейн (открытая и крытая части, сауна, парилка, джакузи, инфракрасная кабина, солярий)
- Теннисные площадки
- Площадка для мини-гольфа
- Тир
- Стадион
- Лыжные трассы
- Подъёмники для горнолыжников
- Лыжный трамплин
- Открытый и крытый манежи, ипподром
- Каякинг и рафтинг
- Маршруты для бега и велоспорта

В 2004 году построен концертный зал «Кайзерзал» для разных мероприятий: концерты, танцевальные и театральные представления, конгрессы.
Кроме того в Санкт-Иоганне проводятся:
- «Коазалауф» — марафон на лыжах.
- «Йоггасн» – летний ночной фестиваль.
- Велогонки «Мастерс»
- «Кнёделтиш»

## Население
| Год  | Численность |
| ---- | ----------- |
| 1869 | 2049        |
| 1889 | 2256        |
| 1890 | 2329        |
| 1900 | 2475        |
| 1910 | 2906        |
| 1923 | 2865        |
| 1934 | 3193        |
| 1939 | 3420        |
| 1951 | 4274        |
| 1961 | 4713        |
| 1971 | 5973        |
| 1981 | 6477        |
| 1991 | 7180        |
| 2001 | 7961        |
| 2011 | 8696        |
| 2021 | 9663        |

## Политическая ситуация

### Выборы-2004
Бургомистр общины — Йозеф Грандер (АНП) по результатам выборов 2004 года.
Совет представителей общины (нем. Gemeinderat) состоит из 19 мест.

### Выборы-2012
Бургомистр общины — Стефан Seiwald (АНП) по результатам выборов 2012 года.
Совет представителей общины (нем. Gemeinderat) состоит из 19 мест.